# Antillothrix
Antillothrix bernensis is een uitgestorven breedneusaap uit de groep Xenothrichini van de familie van de sakiachtigen (Pitheciidae) die tijdens het Pleistoceen en Holoceen op Hispaniola leefde. 

## Fossiele vondsten
Fossielen van Antillothrix zijn gevonden in de Dominicaanse Republiek. De oudste vondsten hebben een ouderdom van 1,32 miljoen jaar. 
Het moment van uitsterven is onduidelijk, maar Antillothrix leefde nog samen met de eerste inwoners van Hispaniola en mogelijk tot aan het begin van de Spaanse kolonisatie. Vermoed wordt dat bejaging een rol speelde in het uitsterven van Antillothrix en de andere Antilliaanse apen.

## Kenmerken
Antillothrix was een middelgrote breedneusaap met het formaat van een kapucijneraap. Het gewicht wordt op ongeveer 4 kg geschat. Antillothrix was een dagactief dier dat in de bomen leefde. Het was een trage en niet heel behendige klimmer. Fruit, bladeren en insecten vormden het voedsel van Antillothrix.